# آنا ویتوریا
آنا ویتوریا (پرتغالی: Ana Vitória؛ زادهٔ ۶ مارس ۲۰۰۰) بازیکن فوتبال زن اهل برزیل است.
از باشگاه‌هایی که در آن بازی کرده است می‌توان به باشگاه فوتبال کورینتیانس اشاره کرد.
وی همچنین در تیم ملی فوتبال زنان برزیل بازی کرده است.